# HMS Hermes (1919)
HMS Hermes (корабль Его Величества «Гермес») — британский авианосец.
При закладке стал первым авианесущим кораблём специальной постройки, однако его строительство продлилось около семи лет и поэтому первым на воду был спущен японский авианосец «Хосё».
Потоплен 9 апреля 1942 года японской палубной авиацией вместе с эскортом: эсминцем «Вампир», корветом «Холлихок» и 2 танкерами.

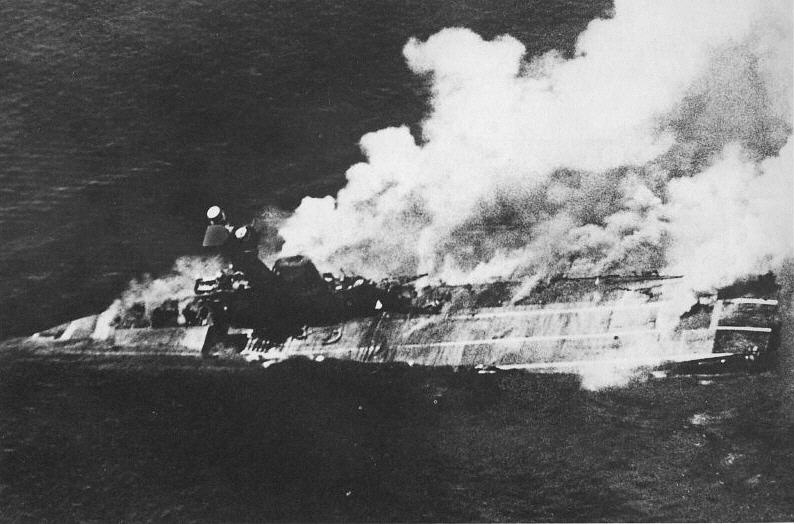
Тонущий HMS Hermes

## История создания и строительства
До начала 1918 года концепция авианосца «Аргус» считалась оптимальной, и ещё до его спуска на воду, заложили авианосец «Hermes». Так как в то время ещё не существовало опыта эксплуатации таких кораблей (конструкторы сделали корабль слишком маленьким), то их ошибку повторили японцы со своим первым авианосцем «Хосё», заложенным годом позже.
Так как Первая мировая война заканчивалась, то строительство шло вяло, а судно спустили на воду в сентябре 1919 года. Достройка проходила до 1923 года. В результате корабль вошёл в строй позже гораздо более крупного, и переделанного авианосца «Игл», который к этому времени успел доказать правильность идеи о надстройке типа «башня».

## Особенности конструкции
Подобно надстройке «Игла», надстройка «Гермеса» выглядела непропорционально крупной, с массивной треногой в стиле линкора, на верху которой размещались дальномеры, обслуживающие необычное вооружение 6 × 140-мм (5,5 дм) пушек: недооценивая потенциал палубных самолётов, ожидали, что первые авианосцы будут отражать атаки лёгких надводных кораблей. Этой же цели служил броневой пояс по ватерлинии. Увеличение вдвое мощности силовой установки «Аргуса» привело к росту его скорости чуть более, чем на 4 узла.
Отличительной особенностью кормовой части полётной палубы было небольшое возвышение, предназначенное для некоторого гашения скорости садящегося на палубу самолёта. Его тоже скопировали японцы, но позднее оба флота отказались от этого элемента, найдя его неэффективным.
«Гермес» планировалось вооружить 152-мм орудиями, но уже в ходе постройки их заменили на 140-мм. А в 1927 году сняли одну из трёх 102-мм пушек.

## История службы
К моменту начала Второй мировой войны «Гермес» уже устарел, но тем не менее внёс неоценимый вклад в общее дело, неся службу в районах с менее интенсивными боевыми действиями. Он участвовал в охоте за рейдерами в Атлантике, вёл разведку во время операций против флота Вишистской Франции в Западной Африке и против итальянского флота в Красном море, обеспечивал поддержку с моря во время подавления восстания 1941 года в Ираке, и эскортировал океанские индийские конвои.
Авианосец затонул в апреле 1942 года после удара авиации с японского авианосца, но к этому моменту успел продемонстрировать ценность даже малого авианосного корабля в тех местах, где нет другой авиационной поддержки.

## Общая оценка проекта
Скорость корабля к 1939 году не превышала 22 — 23 морских узлов, и мореходность корабля считалась вполне удовлетворительной. Но остойчивость оставляла желать лучшего, с максимальным запасом топлива «Гермес» имел склонность самопроизвольно крениться на левый борт (до 4°). Из-за этого количество принимаемой в топливные танки нефти пришлось уменьшить на 600 тонн.
В целом, зенитное вооружение корабля не модернизировалось, и к началу Второй мировой войны оставалось крайне слабым.